# Tapio Mäkelä
Tapio Valfrid Mäkelä (Nastola, 12 ottobre 1926 – 12 maggio 2016) è stato un fondista e dirigente sportivo finlandese.

## Biografia

### Carriera sciistica
Campione finlandese nella staffetta nel 1948, Mäkelä debuttò in campo internazionale ai Mondiali del 1950 (12° nella 18 km).
Ai VI Giochi olimpici invernali di Oslo 1952 conquistò la medaglia d'oro nella staffetta 4×10 km, insieme a Heikki Hasu, Urpo Korhonen e Paavo Lonkila con il tempo totale di 2:20:16 (tempo personale 38:53, il più alto fra i quattro), e l'argento nella 18 km con 1:02:20,0, dietro a Hallgeir Brenden. Ai Mondiali del 1954, sua ultima apparizione internazionale, fu ancora oro nella staffetta (con August Kiuru, Arvo Viitanen e Veikko Hakulinen) e 5° nella 15 km.

### Carriera dirigenziale
Dopo il ritiro dalle competizioni fu presidente della società sportiva Kaipolan Vire dal 1965 al 1970.

## Palmarès

### Olimpiadi
- 2 medaglie, valide anche ai fini iridati:
  - 1 oro (staffetta a Oslo 1952)
  - 1 argento (18 km a Oslo 1952)

### Mondiali
- 1 medaglia, oltre a quelle conquistate in sede olimpica e valide anche ai fini iridati:
  - 1 argento (staffetta a Lake Placid 1954)

### Campionati finlandesi
- 2 ori (staffetta  nel 1948; 18 km nel 1952)[2]